# 9. brigada zračne obrambe Slovenske vojske
Za druge 9. brigade glejte 9. brigada.
9. brigada zračne obrambe Slovenske vojske (kratica: 9. BRZO) je bila temeljna vojaška formacija zračne obrambe Slovenske vojske; brigada je bila nastanjena v vojašnici Kranj.

## Zgodovina
Brigada je bila ustanovljena julija 1991; leta 1998 je brigada prešla pod poveljstvo 1. OPP VLZO. 1. oktobra 2004 je bila brigada preoblikovana v 9. bataljon zračne obrambe.

## Razvoj
- 9. raketna brigada Kobra (1991)
- 9. raketna brigada zračne obrambe
- 9. brigada zračne obrambe SV (julij 2001)

## Poveljstvo
Poveljniki
- polkovnik Stojan Zabukovec (22. december 2000 - )
- polkovnik Franc Cesar (1996 - 22. december 2000)
- polkovnik Anton Donko (1991 - 1996)

## Organizacija
Julij 1991
- poveljstvo
- 1. divizion ZO
- 2. divizion ZO

December 1991
- poveljstvo
- 1. divizion ZO
- 2. divizion ZO
- 3. divizion ZO
- učna enota

1998
- poveljstvo (Šentvid)
- 1. lahki raketni bataljon ZO (Vrhnika)
- 2. lahki raketni bataljon ZO (Maribor)
- 3. lahki raketni bataljon ZO (Šentvid)
- 831. mehanizirana baterija (Novo mesto)

Julij 2000
- poveljstvo
- poveljniško-logistična četa
- vod za zveze
- 1. bataljon ZO
- 2. bataljon ZO
- 3. bataljon ZO
- 4. bataljon ZO